# Jay Beagle
Jay Beagle (né le 16 octobre 1985 à Calgary, Alberta, au Canada) est un joueur professionnel canadien de hockey sur glace.

## Carrière de joueur
Après avoir passé deux saisons en Alaska, il saisit l'occasion de devenir professionnel avec les Steelheads de l'Idaho de l'ECHL. L'équipe décroche la Coupe Kelly. La saison suivante, il joignit les Bears de Hershey de la Ligue américaine de hockey.
En 2008-2009, il fit ses premiers pas dans la Ligue nationale de hockey y jouant quelques rencontres avec les Capitals de Washington. Il a remporté la Coupe Calder 2009 et 2010 avec les Bears de Hershey.
Durant la saison 2017-2018, il remporte la Coupe Stanley avec les Capitals. Il devient le premier joueur à remporter la Coupe Kelly (ECHL), la Coupe Calder (LAH) et la Coupe Stanley (LNH).
Devenu agent libre le 1er juillet 2018, il signe un contrat de 4 ans pour 12 millions de dollars avec les Canucks de Vancouver.

## Statistiques
| Saison     | Équipe                       | Ligue      |     | Saison régulière | Saison régulière | Saison régulière | Saison régulière | Saison régulière |   | Séries éliminatoires | Séries éliminatoires | Séries éliminatoires | Séries éliminatoires | Séries éliminatoires |
| Saison     | Équipe                       | Ligue      | PJ  | B                | A                | Pts              | Pun              | PJ               | B | A                    | Pts                  | Pun                  |                      |                      |
| 2003-2004  | Royals de Calgary            | AJHL       | 58  | 10               | 27               | 37               | 100              | -                | - | -                    | -                    | -                    |                      |                      |
| 2004-2005  | Royals de Calgary            | AJHL       | 64  | 28               | 42               | 70               | 114              | -                | - | -                    | -                    | -                    |                      |                      |
| 2005-2006  | Seawolves d'Alaska Anchorage | NCAA       | 31  | 4                | 6                | 10               | 40               | -                | - | -                    | -                    | -                    |                      |                      |
| 2006-2007  | Seawolves d'Alaska Anchorage | NCAA       | 36  | 10               | 10               | 20               | 93               | -                | - | -                    | -                    | -                    |                      |                      |
| 2006-2007  | Steelheads de l'Idaho        | ECHL       | 8   | 2                | 8                | 10               | 4                | 18               | 1 | 2                    | 3                    | 22                   |                      |                      |
| 2007-2008  | Bears de Hershey             | LAH        | 64  | 19               | 18               | 37               | 41               | 5                | 0 | 1                    | 1                    | 2                    |                      |                      |
| 2008-2009  | Bears de Hershey             | LAH        | 47  | 4                | 5                | 9                | 37               | 18               | 1 | 3                    | 4                    | 16                   |                      |                      |
| 2008-2009  | Capitals de Washington       | LNH        | 3   | 0                | 0                | 0                | 2                | 4                | 0 | 0                    | 0                    | 0                    |                      |                      |
| 2009-2010  | Bears de Hershey             | LAH        | 66  | 16               | 19               | 35               | 25               | 21               | 2 | 6                    | 8                    | 0                    |                      |                      |
| 2009-2010  | Capitals de Washington       | LNH        | 7   | 1                | 1                | 2                | 2                | -                | - | -                    | -                    | -                    |                      |                      |
| 2010-2011  | Bears de Hershey             | LAH        | 34  | 8                | 6                | 14               | 26               | -                | - | -                    | -                    | -                    |                      |                      |
| 2010-2011  | Capitals de Washington       | LNH        | 31  | 2                | 1                | 3                | 8                | -                | - | -                    | -                    | -                    |                      |                      |
| 2011-2012  | Capitals de Washington       | LNH        | 41  | 4                | 1                | 5                | 23               | 12               | 1 | 1                    | 2                    | 4                    |                      |                      |
| 2012-2013  | Capitals de Washington       | LNH        | 48  | 2                | 6                | 8                | 14               | 7                | 1 | 0                    | 1                    | 4                    |                      |                      |
| 2013-2014  | Capitals de Washington       | LNH        | 62  | 4                | 5                | 9                | 28               | -                | - | -                    | -                    | -                    |                      |                      |
| 2014-2015  | Capitals de Washington       | LNH        | 62  | 10               | 10               | 20               | 20               | 14               | 1 | 4                    | 5                    | 4                    |                      |                      |
| 2015-2016  | Capitals de Washington       | LNH        | 57  | 8                | 9                | 17               | 24               | 12               | 3 | 0                    | 3                    | 2                    |                      |                      |
| 2016-2017  | Capitals de Washington       | LNH        | 81  | 13               | 17               | 30               | 22               | 13               | 0 | 0                    | 0                    | 4                    |                      |                      |
| 2017-2018  | Capitals de Washington       | LNH        | 79  | 7                | 15               | 22               | 16               | 23               | 2 | 6                    | 8                    | 8                    |                      |                      |
| 2018-2019  | Canucks de Vancouver         | LNH        | 57  | 3                | 10               | 13               | 18               | -                | - | -                    | -                    | -                    |                      |                      |
| 2019-2020  | Canucks de Vancouver         | LNH        | 55  | 2                | 6                | 8                | 38               | 17               | 1 | 1                    | 2                    | 10                   |                      |                      |
| 2020-2021  | Canucks de Vancouver         | LNH        | 30  | 1                | 4                | 5                | 8                | -                | - | -                    | -                    | -                    |                      |                      |
| 2021-2022  | Coyotes de l'Arizona         | LNH        | 33  | 1                | 1                | 2                | 27               | -                | - | -                    | -                    | -                    |                      |                      |
| Totaux LNH | Totaux LNH                   | Totaux LNH | 646 | 58               | 86               | 144              | 250              | 102              | 9 | 12                   | 21                   | 36                   |                      |                      |